# Campamento militar

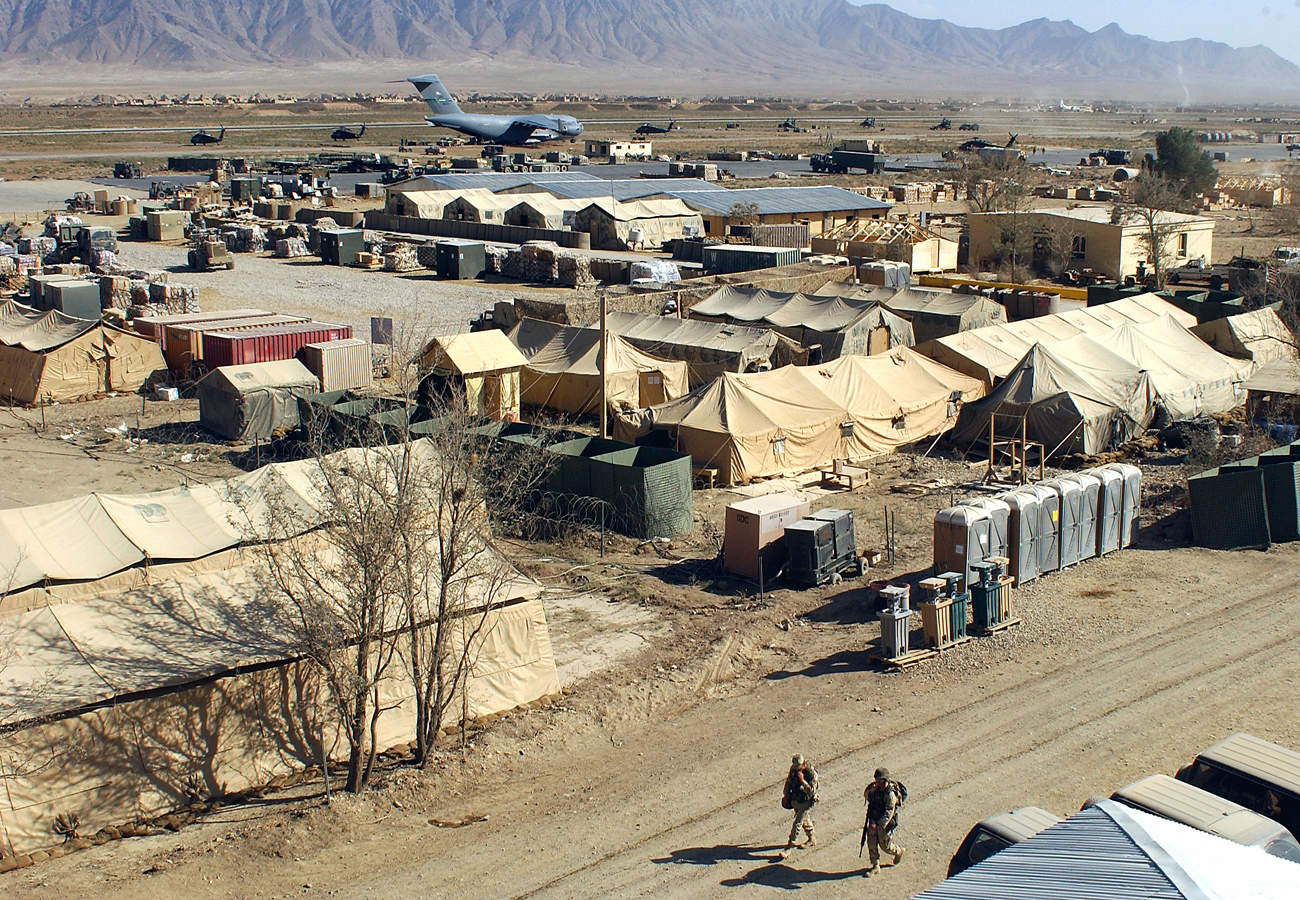
Campamento militar en Bragam (Afganistán)

Un campamento militar o campo militar es una agrupación de tropas, instalada temporal o definitivamente, en zonas tanto rurales como urbanas. Los reclutas hacen su vida en él, la instrucción, el entrenamiento, la alimentación e higiene y el descanso, para irse posteriormente. También hay lugares de encarcelamiento para los detenidos eventuales. Es, por lo tanto, una infraestructura básica para la comodidad de la tropa.

## Historia

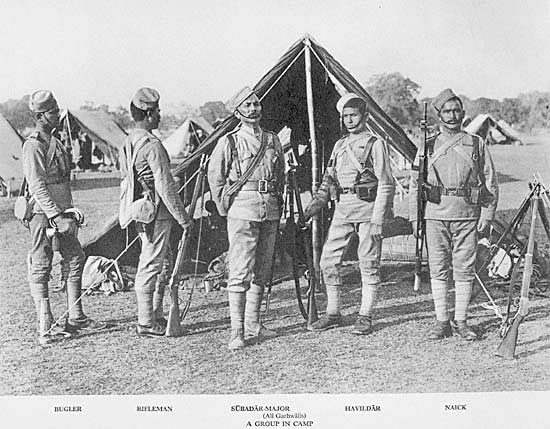
Soldados del 39 regimiento de infantería de Bengala en un campamento.

De los campamentos mandados construir por Escipión en los alrededores de Numancia para facilitar mejor el sitio, puede decirse que constituyeron un verdadero círculo de ataque según han venido a comprobar los descubrimientos arqueológicos. Fueron construidos en lugares designados hoy con los nombres de Peñaredonda, Peñas Altas, Valdevarrón, Las Travesadas, El Castilejo, La Vega, Altorreal, Alto de la Dehesilla y El Molino. El más fácil de reconstruir es el de Peñaredonda por ser el único que no ha sido cubierto del todo. En su interior, se adivinan los cuarteles separados por calles de siete a ocho metros de anchura.